# 红古镇
红古镇，是中华人民共和国甘肃省兰州市红古区下辖的一个乡镇级行政单位。
2015年4月27日，甘肃省民政厅批复同意撤销红古乡，设立红古镇。

## 行政区划
红古镇下辖以下地区：
红古社区、旋子村、王家口村、米家台村、薛家村、水车湾村、新建村、红古村和新庄村。